# Edward Baldwin, 4. Earl Baldwin of Bewdley
Edward Alfred Alexander Baldwin, 4. Earl Baldwin of Bewdley (* 3. Januar 1938; † 16. Juni 2021) war ein britischer Peer, Erzieher und Politiker.

## Leben
Baldwin wurde am 3. Januar 1938 als Sohn von Arthur Baldwin, 3. Earl Baldwin of Bewdley (1904–1976) und Joan Elspeth Tomes († 1980) geboren.
Er besuchte das Eton College und verließ es 1961 mit dem Bachelor of Arts. Er studierte dann am Trinity College an der University of Oxford Moderne Sprachen und Rechtswissenschaften. 1966 schloss er mit einem Master of Arts ab.
Dazwischen hatte er zwei Jahre bei den Streitkräften im Militärnachrichtendienst gedient, von 1956 bis 1958. Dort erreichte er den Rang eines Second Lieutenant.
Von 1970 bis 1987 war Baldwin in der Schulverwaltung tätig, zuletzt in Oxfordshire (von 1980 bis 1987).
Von 1989 bis 1991 war er Mitglied des Research Council for Complementary Medicine. Er war von 1990 bis 1998 Vorsitzender (Chair) des British Acupuncture Accreditation Board.
Im Jahr 2004 war Baldwin Mitherausgeber eines Buches über die politische Karriere seines Großvaters.
Zuletzt lebte er in Upper Wolvercote. (Stand: 1999)

## Mitgliedschaft im House of Lords
Beim Tode seines Vaters im Jahre 1976 erbte er den Titel des Earl Baldwin of Bewdley und den damals damit verbundenen Sitz im House of Lords. Dort saß er als Crossbencher. Wortmeldungen von ihm sind im Hansard ab 1999 verzeichnet.
Als Themen von politischem Interesse nannte er auf der Webseite des Oberhauses Komplementärmedizin, Medizin, Umwelt und Bildung.
1992 war er Joint Chairman der Parliamentary Group for Alternative and Complimentary Medicine. Von 1999 bis 2000 gehörte Baldwin dem Select Committee of Inquiry into Complimentary and Alternative Medicine an.
1999 wurde er von den Trägern der erblichen Titel auf einen der 92 Sitze gewählt, die diesen vorbehalten sind. Dabei belegte er den 16. Platz der Crossbencher von 28 für diese zu vergebenen Sitze.
Baldwin war im Zeitraum ab 2001 sehr unregelmäßig anwesend. Er meldete sich regelmäßig zu Wort, hatte aber seit dem 14. März 2007 längere Zeit an keiner Abstimmung mehr teilgenommen, 2013 und am 8. Januar 2014 nahm er zuletzt teil. Im Jahr 2018 schied er aus dem House of Lords aus.

## Familie
Er war ein Enkel des früheren Premierministers Stanley Baldwin. Seine Großmutter väterlicherseits war Lucy Baldwin.
Baldwin war von 1970 bis zu deren Tod im Jahre 2001 mit Sarah MacMurray James, Tochter von Evan Maitland James, verheiratet. Aus der Ehe sind drei Söhne hervorgegangen. Sei ältester Sohn Benedict, geboren am 28. Dezember 1973, trat seine Nachfolge als Earl Baldwin of Bewdley an.

## Veröffentlichungen
- Baldwin Papers: A Conservative Statesman, 1908–1947, Cambridge University Press, 2004, ISBN 9780521580809. (als Herausgeber zusammen mit Philip Williamson)